# 松山クミコ
松山 クミコ（まつやま くみこ、1981年7月14日-）は、日本の女優、タレント。
新潟県新発田市出身。血液型A型。弟が1人いる。
2008年からオフィス彩に所属していたが、現在は除籍している。

## エピソード
大の健康オタクと自負する松山だが、5月26日放送のバラエティ番組『イチハチ』「迷惑すぎる!?健康マニア芸能人」の回で、膀胱炎になるのを恐れるあまり、おしっこをしたくなると、我慢せずに歩きながらしてしまうことを告白。濡れてしまった服や下着は、家の玄関で全部脱いで、翌日の朝に洗濯するとの事。マネージャーから「もう大人なんだから常識をわきまえてください」と注意されたこともある。さらに、舞台の最中でもしてしまったことがあり、「あ！今出た」と言いながら、そのまま芝居を続けていたという衝撃の告白をした。
膀胱炎を過度に恐れているが、それは膀胱炎になった友人から辛い体験談を聞いたためであり、松山自身は膀胱炎になったことがない。先述の「イチハチ」番組内では、「オムツをしてみては？」という泌尿器科医師のコメントや、「路地に入って、しゃがんですれば？」という浜田のコメントにも納得せず、今後も「出したいときに出す」スタンスを通すことを宣言。
また杉本彩には納豆のピクルスをあげたところ、怒りを買ってしまいクレームをつけられたという。というのも杉本は納豆のピクルス食べて身体を壊したからだという。
2014年6月1日、自身のブログで前年12月に入籍したことを発表。同年7月14日に男児を出産した。

## 出演

### 舞台
- 劇団ドガドガプラス「贋作 春琴抄2012」（2012年2月14日-20日、浅草東洋館）
- 劇団ドガドガプラス「偽作 不思議の国でアリんス2012」（2012年8月23日-27日、東京キネマ倶楽部）
- 劇団ドガドガプラス 第13回公演「浅草紅團 ASAKUSA RED GANG」（2013年2月22日-25日、シアターX）

### テレビ番組
- 笑撃!ワンフレーズ
- 捨恋拾恋
- 愛のお悩み解決!シアワセ結婚相談所（日本テレビ）
- イチハチ（毎日放送）2010年5月26日「迷惑すぎる!?健康マニア芸能人」出演。
- 浜ちゃんが!（読売テレビ）2011年5月5日
- 秘密のケンミンSHOW（読売テレビ）2011年6月9日
- 黒い報告書「第3弾・誤解」（BSジャパン）2013年7月6日

### CS
- FANFUN TALKIN' （Music Japan TV）2010年4月より。